# Commissione Sportiva Automobilistica Italiana
La Commissione Sportiva Automobilistica Italiana o CSAI era sino al 2012 l'organismo interno all'Automobile Club d'Italia (ACI) che sovrintende alle competizioni sportive, in collegamento con il CONI e la Federazione Internazionale dell'Automobile.
Dal 2012 le sue funzioni sono state assorbite dall'ACI, unico organismo riconosciuto dalla FIA, che le gestisce sotto il brand ACISport.